# Gungunum
Gungunum war erster König der Dynastie von Larsa, einem Stadtstaat in Sumer. Gungunum war Amoriter und führte sich auf einen Samium zurück. Als Zeitgenosse Lipit-Ištars gelang es ihm, Ur unter seine Kontrolle zu bringen und er beendete damit die absolute Vorherrschaft Isins. Wichtigste Quelle für seine Regierungszeit sind die vollständig bekannten Jahresnamen, die über historische Ereignisse Auskunft geben.